# Vincenc Drbohlav

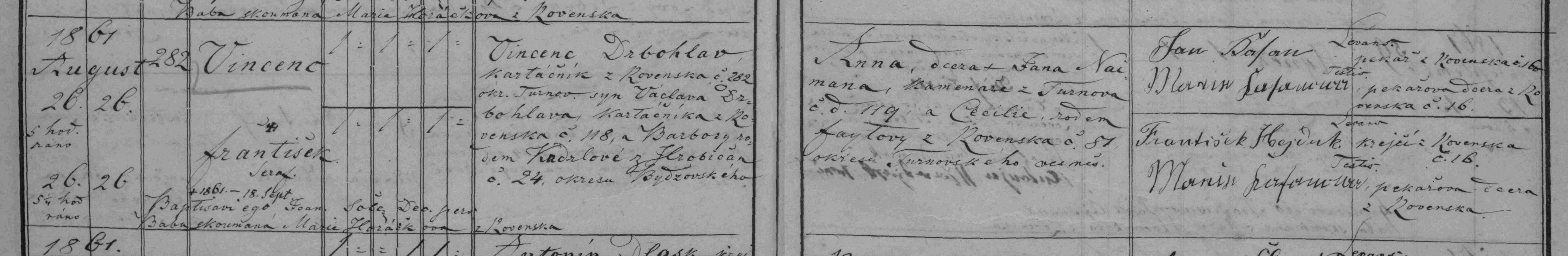
matriční zápis o narození a křtu Vincence Drbohlava (matrika N 1857-1873 Rovensko pod Troskami (SOA Zámrsk))

Vincenc Drbohlav (26. srpna 1861 Rovensko pod Troskami – 4. ledna 1937 Všeň) byl český katolický kněz, osobní děkan, farář ve Všeni u Turnova, biskupský notář a čestný konzistorní rada litoměřický, vlastenec a spisovatel.

## Studia
Pocházel z chudé rodiny z Rovenska pod Troskami, kde prožil také své mládí. Byl však nadaný a místní učitel mu doporučil, aby šel na gymnázium do Jičína. Rodiče neměli na jeho studium dostatek prostředků, ale Drbohlav se pílí a mnohdy těžkou prací na studiích udržel, a roku 1883 složil maturitní zkoušku. V té době se také rozhodl stát knězem a proto vstoupil do bohosloveckého semináře v Litoměřicích.
Poměry v litoměřickém semináři byly však takové, že Češi se cítili vzhledem k většině německy mluvících studentů jako méněcenný národ ve vlastní vlasti. Reakcí na tyto poměry byl čin, kdy čeští bohoslovci položili v Litoměřicích na hrob básníka K.H.Máchy věnec z národních navštívek a proti Čechům v semináři povstaly národnostní vášně. Následné novinářské polemiky se účinně zúčastnil i Vincenc Drbohlav, který měl možnost v německém prostředí ukázat své vlastenectví, maje oporu ve vlasteneckém vicerektorovi Josefu Bernátovi.

## Kněžské působení
Na kněze byl vysvěcen v roce 1887 a slavnou primici (první mši svatou) sloužil ve svém rodišti v Rovensku pod Troskami 30. května 1887. Po svém vysvěcení se stal kaplanem ve Mšeně.
Dalším jeho kaplanským místem, kam se dostal na vlastní žádost v roce 1888, byla Světlá pod Ještědem. Zde se dostal pod patronát knížete Alaina Rohana. Ve Světlé pod Ještědem se účastnil národního hnutí. Byl činný v "Národní jednotě severočeské" a stal se důvěrníkem pro českodubský okres. Toto jeho politické exponování bylo však v nelibosti u patrona, zvláště když se v jedné promluvě ve Vlastibořicích odvážil mít na politické záležitosti jiný názor, než měl kníže.
Byl tedy v roce 1897 přeložen na faru do Loukova nad Jizerou. Zde se účastnil spolkového života a zakládal ochotnické divadelní kroužky.
Do svého dřívějšího působiště ve Světlé pod Ještědem se vrátil v roce 1904. Byl jmenován farářem, ovšem ještě než k jmenování došlo, byl povolán k patronu knížeti Rohanovi, který ani po deseti letech nezapomněl na jeho řeč ve Vlastibořicích. Vyslechl jeho poučení, že kněz má "pěstovati politiku Kristuvu", a byl propuštěn. Ovšem jako farář měl již zajištěnou existenci a mohl působit samostatně. Ve Světlé byl farníky nadšeně přivítán.
Na faře ve Světlé pod Ještědem působil až do roku 1919, kdy mu stáří již začalo činit obtíže ve správě horské farnosti. Odešel tedy na lehčí faru do Všeně, kde setrval až do své smrti 4. ledna 1937. Toužil oslavit "zlaté" padesátileté kněžské jubileum 30. května 1937, ovšem toho se již nedočkal. Pohřben je v kněžské hrobce uprostřed všeňského hřbitova.
Za své zásluhy jako kněz byl jmenován osobním děkanem a po biskupské vizitaci v roce 1933 čestným konzistorním radou.

## Literární činnost
Jako homiletický spisovatel zasílal své příspěvky časopisů: Kazatel, Pastýř duchovní a do Krátkých řečí duchovních. S velikou oblibou obíral se kulturními dějinami, obranou víry a filozofií. Jeho velká knihovna obsahovala mnoho cenných vědeckých děl. O osudu zmíněné knihovny po jeho smrti však není nic známo.
Výsledky jeho studií byly dosti obšírné články ve sborníku „Vlast“. Knižně vyšlo v roce 1901 jeho dílo: „Kláštery a jejich význam v dějinách lidské vzdělanosti.“ Jeho apologetické a filozofické stati uveřejňovala: „Křesťanská škola“. Mnohé články a drobné věci přinášela „Obrana víry“. Do dětských časopisů začal psát poučné i zábavné články od roku 1887; a to do „Naši mládeži“, „Anděla strážného“, „Rajské zahrádky“, „Českého jinocha“ a „Našeho domova“. Jeho beletristické články uveřejňovali v „Blahověstu“, Kudrnáčových „Pojizerských hlasech“, a příloze „Čecha“. V „Neděli“ vyšel humoristický obrázek „Farář a jeho kostelník“. Roku 1926 vyšel jeho spisek „O vykoupení lidství“. Pro malé dítky veršovaná biblická dějeprava s otázkami a odpověďmi.